# Gymnastiek op de Olympische Zomerspelen 2024 – Paard voltige mannen
De paard voltige voor de mannen op de Olympische Zomerspelen 2024 in Tokio vond plaats op 27 juli (kwalificatie) en op 3 augustus (finale). De  Ierse turner Rhys McClenaghan won met 15.533 de Olympische medaille het zilver was voor de Kazak Nariman Kurbanov, De Amerikaan Stephen Nedoroscik behaalde de bronzen medaille. 

## Format
Alle deelnemende turners moesten een kwalificatie-oefening turnen. De beste acht deelnemers gingen door naar de finale. Echter mochten er maximaal twee deelnemers per land in de finale komen. De scores van de kwalificatie werden bij de finale gewist, en alleen de scores die in de finale gehaald werden, telden.

## Uitslag
- D-score; de moeilijkheidsgraad van de oefening
- E-score; de uitvoeringsscore van de oefening
- Straf; straffen die zijn gegeven door de jury
- Totaal; D-score + E-score - straf geeft de totaalscore

### Kwalificatie
| Rang | Gymnast            | Gymnast | D-score | E-score | Straf | Totaal |    |
| ---- | ------------------ | ------- | ------- | ------- | ----- | ------ | -- |
| 1    | Rhys McClenaghan   | IRL     | 6.3     | 8.900   |       | 15.200 | Q  |
| 2    | Stephen Nedoroscik | USA     | 6.4     | 8.800   |       | 15.200 | Q  |
| 3    | Max Whitlock       | GBR     | 6.6     | 8.566   |       | 15.166 | Q  |
| 4    | Takaaki Sugino     | JPN     | 6.5     | 8.533   |       | 15.033 | Q  |
| 5    | Oleg Verniaiev     | UKR     | 6.6     | 8.433   |       | 15.033 | Q  |
| 6    | Nariman Kurbanov   | KAZ     | 6.4     | 8.600   |       | 15.000 | Q  |
| 7    | Hur Woong          | KOR     | 6.7     | 8.200   |       | 14.900 | Q  |
| 8    | Loran de Munck     | NED     | 6.4     | 8.366   |       | 14.766 | Q  |
| 9    | Zou Jingyuan       | CHN     | 5.9     | 8.700   |       | 14.600 | R1 |
| 10   | Nils Dunkel        | GER     | 6.4     | 8.166   |       | 14.566 | R2 |
| 11   | Shinnosuke Oka     | JPN     | 5.9     | 8.566   |       | 14.466 | R3 |

Reserve
- Zou Jingyuan  CHN
- Nils Dunkel  GER
- Shinnosuke Oka  JPN

### Finale
| Rang   | Gymnast            | Gymnast | D-score | E-score | Straf | Totaal |
| ------ | ------------------ | ------- | ------- | ------- | ----- | ------ |
| Goud   | Rhys McClenaghan   | IRL     | 6.600   | 8.933   |       | 15.533 |
| Zilver | Nariman Kurbanov   | KAZ     | 6.700   | 8.733   |       | 15.433 |
| Brons  | Stephen Nedoroscik | USA     | 6.400   | 8.900   |       | 15.300 |
| 4      | Max Whitlock       | GBR     | 6.900   | 8.300   |       | 15.200 |
| 5      | Oleg Verniaiev     | UKR     | 6.600   | 8.366   |       | 14.966 |
| 6      | Takaaki Sugino     | JPN     | 6.700   | 8.233   |       | 14.933 |
| 7      | Hur Woong          | KOR     | 6.700   | 7.600   |       | 14.300 |
| 8      | Loran de Munck     | NED     | 6.500   | 7.233   |       | 13.733 |

1896: Louis Zutter ·
1904: Anton Heida ·
1924: Josef Wilhelm ·
1928: Hermann Hänggi ·
1932: István Pelle ·
1936: Konrad Frey ·
1948: Paavo Aaltonen, Veikko Huhtanen, Heikki Savolainen ·
1952: Viktor Tsjoekarin ·
1956: Boris Sjachlin ·
1960: Eugen Ekman, Boris Sjachlin ·
1964: Miroslav Cerar ·
1968: Miroslav Cerar ·
1972: Viktor Klimenko ·
1976: Zoltán Magyar ·
1980: Zoltán Magyar ·
1984: Li Ning, Peter Vidmar ·
1988: Dmitri Bilozertsjev, Zsolt Borkai, Ljoebomir Geraskov ·
1992: Pae Gil-su, Vitali Tsjerbo ·
1996: Donghua Li ·
2000: Marius Urzică ·
2004: Teng Haibin ·
2008: Xiao Qin · 
2012: Krisztián Berki · 
2016: Max Whitlock · 
2020: Max Whitlock · 
2024: Rhys McClenaghan